# دانشگاه خصوصی نخجوان
دانشگاه خصوصی نخجوان یکی از دانشگاه‌های خصوصی جمهوری آذربایجان که در سال ۱۹۹۹ تأسیس شده است.

## منبع
مشارکت‌کنندگان ویکی‌پدیا. «Naxçıvan Özəl Universiteti». در دانشنامهٔ ویکی‌پدیای ترکی‌آذربایجانی، بازبینی‌شده در ۱ اکتبر ۲۰۰۹.